# CeramicSpeed Aros Forsikring Herning CK Elite
CeramicSpeed Aros Forsikring Herning CK Elite er et dansk cykelhold, etableret af Herning Cykle Klub i 2018 og kører som et DCU Elite Team.

## Holdet

### 2025
| Trup 2025                  | Trup 2025          | Trup 2025                               | Trup 2025 |
| Rytter                     | Fødselsdag         | Seneste hold                            |           |
| -------------------------- | ------------------ | --------------------------------------- | --------- |
| Markus Klitgaard Bugge     | 6. maj 1999        | JS.dk (2023)                            |           |
| Gustav Lorenzen            | 17. december 2004  | Vifra Kvickly Odder Junior (2022)       |           |
| Oliver Vedersø Sølvhøj     | 20. april 2002     | Mountainbike Club Vejle (2023)          |           |
| Peter Skov Lauritzen       | 18. september 2001 | JS.dk (2023)                            |           |
| Mads-Emil Dupont Hougaard  | 22. august 2003    | BHS-PL Beton Bornholm (2024)            |           |
| Christian Gorm Albrechtsen | 13. april 1998     | Team SmartDry (2022)                    |           |
| Nicklas Fonnesbech         | 12. juni 2004      | Herning CK Junior Biemme Danmark (2022) |           |
| Hector Damgaard            | 9. april 2006      | CeramicSpeed Herning CK Junior (2024)   |           |
| Frederik Dupont Hougaard   | 1. marts 2006      | CeramicSpeed Herning CK Junior (2024)   |           |
| Noah Bøge                  | 18. september 2006 | CeramicSpeed Herning CK Junior (2024)   |           |
| Karl Lindegaard            | 1. november 2005   | Give Elementer (2024)                   |           |
| Mikkel Jørgensen           | 1. maj 2001        | Aarhus MTB (2022)                       |           |
| Mikkel Kastrup             | 6. november 1999   | Willing Able Racing (2024)              |           |
| Jonas Lindberg             | 12. oktober 1997   | Solbjerg IF MTB (2023)                  |           |
| Victor Vad                 | 5. marts 2005      | IBT-Tripeak (2024)                      |           |
|                            |                    |                                         |           |
| Kilde: ProCyclingStats     |                    |                                         |           |

### 2024
| Trup 2024                          | Trup 2024          | Trup 2024                               | Trup 2024 |
| Rytter                             | Fødselsdag         | Seneste hold                            |           |
| ---------------------------------- | ------------------ | --------------------------------------- | --------- |
| Christian Gorm Albrechtsen         | 13. april 1998     | Team SmartDry (2022)                    |           |
| Markus Klitgaard Bugge             | 6. maj 1999        | JS.dk (2023)                            |           |
| Mathias Hedevang Christensen       | 17. november 2005  | CeramicSpeed Herning CK Junior (2023)   |           |
| Hugo Bruun van Deurs               | 21. juli 2004      | Aalborg-Sparekassen Danmark (2023)      |           |
| Nicklas Fonnesbech                 | 12. juni 2004      | Herning CK Junior Biemme Danmark (2022) |           |
| Mikkel Jørgensen                   | 1. maj 2001        | Aarhus MTB (2022)                       |           |
| Gustav Ferdinand Lau               | 27. september 2004 | Herning CK Junior Biemme Danmark (2022) |           |
| Gustav Lorenzen (1. jan.–31. aug.) | 17. december 2004  | Vifra Kvickly Odder Junior (2022)       |           |
| Jonas Nordal Jakobsen              | 27. juli 1997      | Vejle Cykel Klub (2020)                 |           |
| Oskar Rønn                         | 31. august 2004    | Team Give Steel-2M Cycling Elite (2023) |           |
| Peter Skov Lauritzen               | 18. september 2001 | JS.dk (2023)                            |           |
| Oliver Knudsen                     | 8. januar 1999     | Leopard TOGT Pro Cycling (2023)         |           |
|                                    |                    |                                         |           |
| Kilde: ProCyclingStats             |                    |                                         |           |

### 2023
| Trup 2023                  | Trup 2023          | Trup 2023                                | Trup 2023 |
| Rytter                     | Fødselsdag         | Seneste hold                             |           |
| -------------------------- | ------------------ | ---------------------------------------- | --------- |
| Christian Gorm Albrechtsen | 13. april 1998     | Team SmartDry (2022)                     |           |
| Nicklas Fonnesbech         | 12. juni 2004      | Herning CK Junior Biemme Danmark (2022)  |           |
| Frederik Emil Just         | 6. december 2004   | Herning CK Junior Biemme Danmark (2022)  |           |
| Mikkel Jørgensen           | 1. maj 2001        | Aarhus MTB (2022)                        |           |
| Casper Kaysen              | 30. juli 2002      | Vifra Kvickly Odder Junior (2020)        |           |
| Gustav Ferdinand Lau       | 27. september 2004 | Herning CK Junior Biemme Danmark (2022)  |           |
| Lucas Lorentsen            | 18. februar 2004   | Tscherning Cycling Academy (2022)        |           |
| Daniel Lyhne               | 3. marts 1996      | Bache-JS.dk (2021)                       |           |
| Jonas Birk Madsen          | 9. marts 2003      | Herning CK Junior (2021)                 |           |
| Jonas Nordal Jakobsen      | 27. juli 1997      | Vejle Cykel Klub (2020)                  |           |
| Malthe Sand Thomsen        | 14. marts 2004     | Team NPV-Carl Ras Roskilde Junior (2022) |           |
| Gustav Lorenzen            | 17. december 2004  | Vifra Kvickly Odder Junior (2022)        |           |
|                            |                    |                                          |           |
| Kilde: ProCyclingStats     |                    |                                          |           |

### 2022
| Trup 2022                                      | Trup 2022          | Trup 2022                          | Trup 2022 |
| Rytter                                         | Fødselsdag         | Seneste hold                       |           |
| ---------------------------------------------- | ------------------ | ---------------------------------- | --------- |
| Andreas Aidel Brixen                           | 8. april 1996      | Urbano Cycling Team (2021)         |           |
| Jacob Degn Fryland                             | 11. september 2003 | Vifra Kvickly Odder Junior (2021)  |           |
| Peter Asbjørn Hansen (1. jan.–19. aug., note)  | 14. april 2002     | Herning CK Junior (2020)           |           |
| Mads-Emil Dupont Hougaard                      | 22. august 2003    | Team Mascot Workwear (2021)        |           |
| Jonas Nordal Jakobsen                          | 27. juli 1997      | Vejle Cykel Klub (2020)            |           |
| Casper Kaysen                                  | 30. juli 2002      | Vifra Kvickly Odder Junior (2020)  |           |
| Nicolai Bujakewitz Kristensen                  | 24. april 2003     | Herning CK Junior (2021)           |           |
| Daniel Lyhne                                   | 3. marts 1996      | Bache-JS.dk (2021)                 |           |
| Jonas Birk Madsen                              | 9. marts 2003      | Herning CK Junior (2021)           |           |
| Mads Mosevang Pedersen                         | 16. august 2002    | Herning CK Junior (2020)           |           |
| Carl Voldbjerg                                 | 9. august 2001     | Herning CK Junior (2019)           |           |
| Christian Gorm Albrechtsen (1. sep.–31. dec.)  | 13. april 1998     | Antiga Casa Bellsolà-Girona (2021) |           |
| Rasmus Byriel Iversen (1. jan.–27. jun., note) | 16. september 1997 | Lotto-Soudal (2020)                |           |
|                                                |                    |                                    |           |
| Kilde: ProCyclingStats                         |                    |                                    |           |

note: Peter Asbjørn Hansen, holdskifte
note: Rasmus Byriel Iversen, karrierestop

### 2021
| Trup 2021                               | Trup 2021          | Trup 2021                         | Trup 2021 |
| Rytter                                  | Fødselsdag         | Seneste hold                      |           |
| --------------------------------------- | ------------------ | --------------------------------- | --------- |
| Anders Foldager                         | 27. juli 2001      | Team Mascot Workwear (2019)       |           |
| Peter Asbjørn Hansen                    | 14. april 2002     | Herning CK Junior (2020)          |           |
| Marcus Holm                             | 9. august 2000     | Herning Cykle Klub (2020)         |           |
| Rasmus Byriel Iversen                   | 16. september 1997 | Lotto-Soudal (2020)               |           |
| Jonas Nordal Jakobsen                   | 27. juli 1997      | Vejle Cykel Klub (2020)           |           |
| Jeppe Klein                             | 5. januar 1999     | BHS-Almeborg Bornholm (2019)      |           |
| Casper Kaysen                           | 30. juli 2002      | Vifra Kvickly Odder Junior (2020) |           |
| Rasmus Madsen                           | 21. april 2002     | Herning CK Junior (2020)          |           |
| Jannik Nedergaard Nielsen               | 29. juli 1999      | Herning CK Junior (2017)          |           |
| Mads Mosevang Pedersen                  | 16. august 2002    | Herning CK Junior (2020)          |           |
| Emil Vinther Schmidt                    | 10. december 2001  | Team Mascot Workwear (2019)       |           |
| Carl Voldbjerg                          | 9. august 2001     | Herning CK Junior (2019)          |           |
| Morten Nørtoft (1. jan.–13. apr., note) | 5. september 2002  | Team Mascot Workwear (2020)       |           |
|                                         |                    |                                   |           |
| Kilde: ProCyclingStats                  |                    |                                   |           |

note: Morten Nørtoft, holdskifte

#### Sejre
| 18. apr. | Demin Cup, 1. etape | DCU licensløb | Anders Foldager       |
| 22. aug. | Vejle Løbet         | DCU licensløb | Jonas Nordal Jakobsen |